# Vellefrey-et-Vellefrange
Vellefrey-et-Vellefrange är en kommun i departementet Haute-Saône i regionen Bourgogne-Franche-Comté i östra Frankrike. Kommunen ligger i kantonen Gy som tillhör arrondissementet Vesoul. År 2022 hade Vellefrey-et-Vellefrange 112 invånare.

## Befolkningsutveckling
Antalet invånare i kommunen Vellefrey-et-Vellefrange
| Referens: INSEE |